# Comenia Script

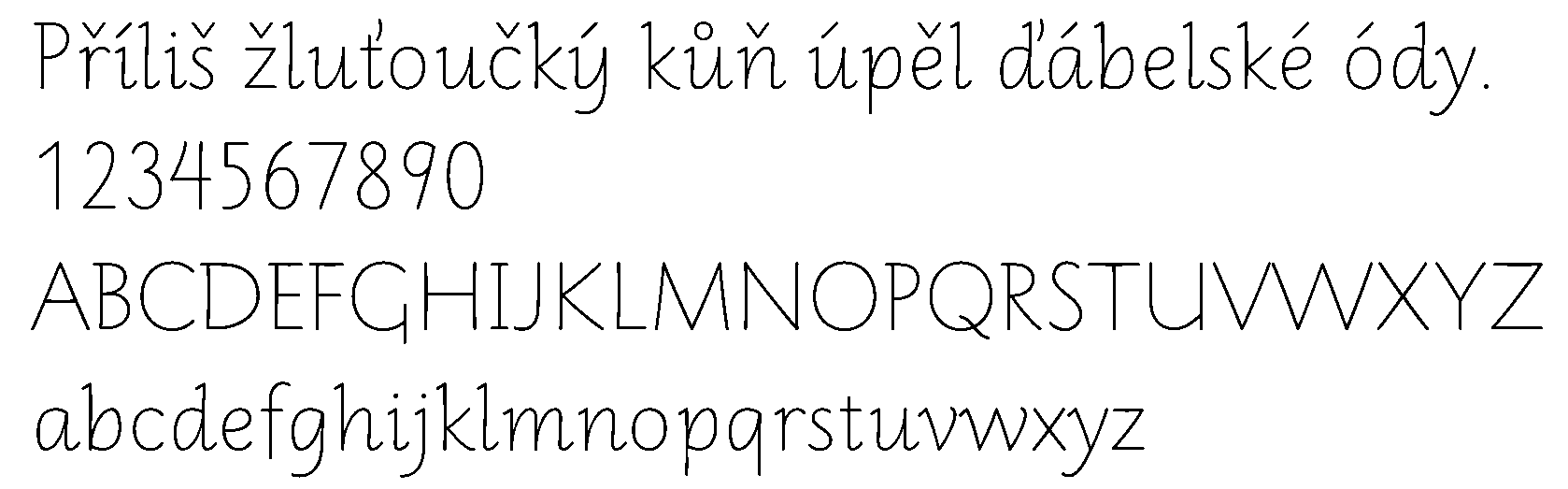
Ukázka písma Comenia Script

Comenia Script je nespojované psací písmo, které v rámci projektu „Comenia – České školní písmo“ v roce 2009 na základě předchozích výzkumů fakticky užívaného ručně psaného písma vyvinuli Radana Lencová, Tomáš Brousil a František Štorm a zaštítila Pedagogická fakulta Univerzity Karlovy, která zažádala MŠMT o akreditaci písma pro školní výuku. Je inspirované reálně používanými variantami ručně psaného písma a podobné zejména kurzivě, vrací se k tradici karolinského písma a humanistické kurzivy. Od počátku školního roku 2010/2011 Ministerstvo školství ČR umožnilo školám, aby v rámci pilotního ověřování mohly toto písmo vyučovat.
Po dvouletém pokusném ověřování na základě zjištěných výsledků při rozvoji psaní žáků uvedeným písmem MŠMT doporučuje, aby bylo písmo Comenia Script alternativou k běžně užívané psací abecedě. Podmínkou pro školy, které se ho rozhodnou zařadit do výuky, bude souhlas rodičů s výukou tohoto psaní s upozorněním na možné komplikace při přestupu žáka na jinou školu, používání určeného typu didaktických materiálů při nácviku psaní a vyškolený pedagog v metodice výuky psaní tohoto písma.
Součástí projektu jsou i metodické pomůcky k výuce. Tvůrci písma získali za „Balíček Comenia Script“ v Praze v roce 2009 1. cenu za Nejkrásnější českou knihu roku 2008 v kategorii učebnic a tištěných didaktických pomůcek a za projekt písma zlatou medaili a cenu poroty v mezinárodní soutěži evropského grafického designu ED Awards 2009. Metodické materiály i práva k užívání počítačového fontu jsou poměrně drahé, jako důvod je uváděn nižší náklad i skutečnost, že je vydává monopolně jediné nakladatelství, protože Radana Lencová jiným neposkytla licenci.
Výzkumy, které měly být podkladem k tvorbě Comenia Scriptu, zatím autoři návrhu nikde nepublikovali, nelze se tedy seznámit s metodou výzkumu, s jeho východisky, výsledky ani interpretací a pilotní projekt nebyl před jeho ohlášením podrobně zpracován a neprošel oponenturou. Záměr zavést toto písmo ve školách vzbudil bouřlivé diskuse, od nadšené akceptace až po zásadní odmítání. Např. v Brně jej pro školní rok 2013/2014 dle redaktorky Brněnského deníku nezavedla ani jediná škola, ačkoliv odborníci z něj podle redaktorky jsou nadšeni. V roce 2024 používalo písmeno Comenia Script jen několik stovek ze zhruba čtyř tisíc českých základních škol. Za nejzásadnější změnu, kterou písmo Comenia Script přináší, je považováno nahrazení spojitého písma nespojitým. Grafologové většinou kritizují i proporční nevyváženost (posílení střední zóny na úkor spodní a horní) a diskutují i o sklonu a tvarových charakteristikách písma a jejich psychologických souvislostech.

## Individualizace a varianty
Písmo je založeno více na funkčnosti než na jednotnosti. Umožňuje individualizaci podle možností a schopností pisatele a jeho svobodného písemného projevu – některá písmena a číslice mají dva volitelné tvary, je možné používat ligatury (nesystematická spojení dvou až tří písmen), je volitelný sklon písma nebo tahy určené speciálně pro leváky, písmo je možno rozvíjet ke kaligrafické renesanční formě, pro dysgrafické nebo jinak postižené děti a pro praktické použití je naopak vyvinuta zjednodušená (bezserifová, bezpatková) podoba písma, existuje i obrázková podoba písma Comenia Pictures (použitá na výukovém pexesu). Základní varianty písma existují i jako počítačový font, jako varianta fontové rodiny Comenia, která obsahuje i fonty pro tisk.

## Reakce a kritika
Obtýdeník Tvar postrádal ve veřejné diskusi kvalifikované názory psychologů, psychoterapeutů, učitelů, kulturologů, sociologů a filosofů. Proto věnoval v 6. čísle, vydaném 19. března 2010, reformě písma celou sérii článků, na nichž se podílela zejména redaktorka Božena Správcová a další převážně grafologové, jejichž názory jsou navzájem značně podobné. Božena Správcová hlavní autorce písma vytkla, že si autorka uvědomuje jen zčásti dopady tak radikálního zásahu do národního kulturního podhoubí a že jí zcela unikají zejména některé psychologické souvislosti.
Redaktoři Tvaru poukázali na to, že ačkoliv autorka písma prohlašovala, že nechce, aby se z jejího písma stala norma, tak se snaží toto písmo prosadit do škol. Autorka písma Radana Lencová vysvětlila, že měla na mysli osobní přizpůsobitelnost písma, kdy cílem není přesné napodobení vzoru.
Předseda České grafologické komory, kulturolog Jan Jeřábek, zdůraznil, že již od 40. let 20. století je při reformách písma opomíjeno hledisko psychologicko-výrazové, tj. k jakému typu prožívání nový výrazový vzor povede, co podpoří a co potlačí, tedy i jak ovlivní psychosomatické zdraví. Tak jako individuální přizpůsobení písma je ovlivněno psychikou jednotlivce, je i celá společnost ovlivňována a formována charakteristikami vzorového písma. Spojitost písma podle Jeřábka souvisí s podporou instinktivního prožívání, s kontaktem s hlubšími vrstvami osobnosti a s hluboce zakotvenou osobnostní jistotou a sebedůvěrou; podobný význam přisoudil i plynulosti, jisté oblosti a všestranné vyváženosti. Zavedení nespojitého psacího písma považuje za „poněkud scestné“. Nespojitost nebo obtížná spojitelnost písma by podle něj vedla k určité roztříštěnosti a fragmentárnosti vnímání, prožívání i myšlení, které však pro dnešní dobu už jsou charakteristické a nový vzor písma by je posílil. Písmu Comenia Script vytýká také stojatost a poměr zón. Pravosklonnost spojuje s extrovertností a orientací na budoucnost, stojatost za projev odstupu, introverze, vzdoru. Písmo mu připadá svou oblostí a plností hodně dívčí, vyjadřující estetické nároky a jistý útlum, neodpovídající napjatosti a dynamičnosti dnešní doby, přičemž ten způsob utlumení, k jakému by písmo vedlo, přesunem energie do nevědomí, nepovažuje za užitečný, ale mnoha lidem se toto písmo může líbit právě proto, že vyjadřuje zklidnění. Za projev autorčiny introvertnosti považuje i patky u písmen a zkrácené koncové tahy. Na písmu ocenil „jakousi plošnost“ a zjednodušení. Celkově předlohu ocenil jako dobrý návrh, který by se dal dopracovat a měl by projít fundovanější diskusí – za dobrý základ, pokud by se podpořily tendence ke spojitosti a rytmičnosti, zharmonizoval poměr zón a přidal pravý sklon. Rytmičnost psaní je podpořena právě psaním smyček a kliček.
Grafoložka Eva Leitnerová považuje za přednost písma, že je tvarově kulaté, plné a přívětivé, přirozenější než dosavadní předloha, navrátilo se k proporcionalitě, účelnosti, je jednodušší, čitelnější a praktičtější, je pomalejší a vede k soustředění více na tvar než na pohyb. Nesouhlasí s názorem Radany Lencové, že nové písmo je rychlejší než stávající. Nespojitost písma na jedné straně vede k roztěkanosti a fragmentaci, na druhé straně je nespojované písmo méně spoutané, typické pro tvořivé lidi s dobrou intuicí. Celkově označila navržené písmo za lepší než dosavadní vzor.
Grafoložka Hana Rásochová písmu vytýká zónovou nevyváženost, nadměrnou nabubřelost střední zóny, zatímco do horní a spodní zóny písmo vyhání jen neduživé výhonky. Obtížnou spojitelnost (a sekundární těsnost při snaze o spojování), zbrzďování a fragmentaci i zaměření na formu na úkor pohybu považuje Rásochová za nevýhodu, která potlačuje smysl pro souvislosti a pro celek. Vedlejším efektem spojovaného písma s kličkami a smyčkami je osvojení jemnější motoriky i určitý způsob uvolňování. Uvolněnost v písmu Comenia Script nevidí, spíše jiný druh sevřenosti, než jakým byl poznamenán dosavadní vzor. Z kulatých plných oválů ve střední zóně vyčítá „řádění ega“ na úkor kořenů i přesahu. Písmo Comenia Script celkově příliš neoceňuje, raději by uvítala částečný návrat od vzoru ze 70. let ke vzoru z roku 1932.
Grafoložka Světlana Francová přirovnala používání nespojitelného písma k tanečnímu páru, který je nucen tančit na železničních pražcích. Redukce písma na kostru formy bez významnější možnosti tvary spojit do souvislého celku podle ní porušuje rovnováhu mezi pohybem jako procesem osobní identity a formou jako její tendencí k soudržnosti a jednoznačnosti. Ačkoliv je forma písma oproti dosavadní předloze vnějškově líbivá, neproporčností (přetížením střední zóny) vytváří výraz nevyváženosti, zbrzděné a utlumené statičnosti a holé skeletovitosti.
Podle vyjádření paní Boženy Správcové média, která o zavedení nového školního písma informovala, většinou změnu vítají a opakují autorčina stanoviska, zavedení písma podporuje i náměstek ministryně školství. Veřejná diskuse propukla v tištěných médiích a na internetu (v diskusích pod propagačními články) zejména poté, co byla v roce 2010 dána široká publicita experimentálnímu připuštění písma do výuky v několika desítkách škol. Zastánci nového písma jsou v diskusích zejména leváci, dyslektici a dysgrafici a jejich rodiče a lidé, kteří nespojované psací písmo již sami používají, a podle názoru paní Boženy Správcové příspěvky z této názorové strany působí z hlediska pravopisu i jazykových prostředků méně gramotně než názory odpůrců nového písma. Podle téhož shrnutí zastánci písma argumentují nejčastěji jeho praktičností i pokrokovostí, odpůrci vidí v novém písmu příznak úpadku a zploštění kultury i myšlení.
Česká grafologická komora ve své výzvě návrh nového školního písma mimochodem označila za nevyhovující a problematický, ale především jej považuje za signál, že nadešel čas předlohu školního písma upravit. K tomu chce tato organizace vyvolat co nejširší veřejnou debatu s účastí pedagogů, grafologů, psychologů, výtvarníků i laiků.
Stanislav Komárek považuje zavedení písma Comenia Script za největší posun v psané formě češtiny od Jungmannovy reformy a za projev (epifenomén) obecného zániku ručně psaného slova i tradiční literatury.
Za jednu z nevýhod diskutující v obtýdeníku Tvar považují i to, že pro novou generaci nebudou čitelné starší ručně psané písemnosti a že takový vývoj může vyústit i v úřední omezení klasického psacího písma, až už nebude čitelné ani pro úředníky či poštovní pracovníky.
Po dvou letech používání však ze strany žáků, učitelů i rodičů zaznívají kladné reakce.
Podnětem k pilotnímu ověřování tohoto písma byly podle MŠMT hlavně dotazy rodičů žáků, kteří měli zkušenosti se vzděláváním v zahraničí – například ve Velké Británii, USA, Finsku, Dánsku – kde žáci běžně používají tiskací písmo.
Po třech letech od začátku testů se jako hlavní problém ukazuje cena pomůcek, které jsou vyráběny monopolně jediným nakladatelstvím Svět a jsou bezmála dvakrát dražší než běžné písanky. Autorka Radana Lencová ovšem nehodlá poskytnout licenci jiným nakladatelstvím, která kritizují, že MŠMT takto umožňuje vznik monopolu. Vysoká cena by podle některých ředitelů škol mohla být bariérou pro další šíření písma. V březnu 2015 se výhradním distributorem pomůcek Comenia Script stala firma Bookretail s.r.o., která provozuje eshop Levné učebnice. Tato změna má přinést zrychlení prodeje a zvýhodnění cen poštovného u didaktických pomůcek.